# Zügellos (Roman)
Zügellos ist ein Kriminalroman des englischen Schriftstellers und ehemaligen Erfolgsjockeys Dick Francis (Originaltitel: Wild Horses), der 1994 erschien und in deutscher Übersetzung aus dem Englischen von Malte Krutzsch im Diogenes Verlag, Zürich, 1996 veröffentlicht wurde. Wie bei den üblichen Kriminalromanen Francis’ hat die Handlung einen Bezug zum Galopprennsport und dank der Recherchen seiner Frau Mary Francis einen besonderen Bezugspunkt: in diesem Falle die Welt des Films.

## Handlung
Thomas Lyon, ein junger britischer Regisseur, darf zum ersten Mal bei einer Hollywood-Produktion nach einem englischen Bestsellerroman Regie führen. Darin wird lose auf einem mehrere Jahrzehnte zurückliegenden mysteriösen Todesfall einer jungen Frau in der Turfszene basierend eine spekulative Kriminalgeschichte erzählt.
Zu Anfang wird Thomas Lyon jedoch zum Wohnort seines einstigen, selbst mit dem Pferdesport verbundenen Mentors Valentine Clark, einem früheren Hufschmied und Pferdetrainer, gerufen, der todkrank im Sterben liegt. Auf dem Totenbett hält dieser Lyon für einen Pater und beichtet ihm in unklaren Worten gegenüber einen wie auch immer gearteten Mord an den Jungen aus Cornwall, den er selbst nicht haben verantworten wollen und das er „ihre Jugend zerstört habe, obwohl sie es nicht wussten.“ Da die Dreharbeiten auf Lyon warten, kann er sich zunächst darum nicht kümmern.
Denn er hat erhebliche Probleme mit dem Autor der literarischen Vorlage, Howard Tyler, der entgegen seiner vertraglichen Verpflichtung bei der weiteren Ausgestaltung des Drehbuchs nicht mithelfen möchte, um seine Vorlage bangt und die weiteren Nachfragen bezüglich der eigentlichen zugrundeliegenden Geschehnisse boykottiert. Lyon möchte hingegen keine vagen Traumsequenzen, in denen über eventuelle Mord- oder Selbstmordmotive spekuliert werden kann, sondern handfestere Fakten. Der Schriftsteller geht allerdings so weit gegenüber der Presse, Gerüchte darüber zu streuen, dass angeblich sogar der eigentliche Star des Films, Nash Rourke, sich darüber negativ geäußert hätte. Lyon würde sowohl die Buchvorlage missachten, als auch den Film ruinieren. Da Rourke sich vor Lyon stellt und auch O’Hara, der Filmproduzent, zu Lyon hält, scheint die erste Unruhe um den Film vorbei zu sein. Doch Tyler hatte die Indiskretionen gegenüber der Klatschkolumnistin Alison Visborough wiedergegeben, die aufgrund der persönlichen Involvierungen ihrer Familie durch ihren Bruder Roddy Visborough verlangt, dass die Dreharbeiten unverzüglich eingestellt werden.
Lyons Misstrauen wird aufgrund dieser Erpressungsversuche geweckt und versucht daher hinter die Ursprünge der Geschichte zu ergründen. Einst hatte sich Sonya Wells, die junge Ehefrau der politisch ambitionierten Trainerlegende Jackson Wells, ohne Zurücklassung eines Abschiedsbriefs in einer Scheune bei Newmarket erhängt. Ihr Ehemann zog daraufhin seine Kandidatur zum britischen Unterhaus zurück und sich selbst auch zunehmend vom Rennsport zurück. Anscheinend hatte der Schriftsteller seinen Roman lediglich auf einem dünnen Nachruf im Pferdesportmagazin Jockey Club basieren lassen. Während Thomas Lyon versucht, die damaligen Zeitzeugen zu erreichen, häufen sich Anschläge auf seine Filmproduktion und die (un)mittelbar Beteiligten.
Ein maskierter Reiter attackiert bei den Dreharbeiten vermeintlich den Star Nash Rourke, verletzt aber aus mangelndem Überblick lediglich dessen Stuntdouble Ivan mit einem Messer, Dorothea Pannier, die Schwester des inzwischen verstorbenen Mentors wird brutal überfallen und beinahe umgebracht. Lediglich das Herbeieilen ihres Sohnes Paul Pannier vermag sie zu retten. Insbesondere der Besitz ihres bei ihr wohnenden Bruders scheint durchwühlt worden zu sein. Lyon schließt daraus, dass der oder die Täter entweder etwas Kostbares oder enthüllendes Material erbeuten wollten. Denn in dem Erbe des ehemaligen Hufschmieds und Pferdefachmanns befand sich auch ein ausführliches Rennsportarchiv, auf das insbesondere Paul Pannier sein Auge geworfen hatte, um es im Familienbesitz zu behalten. Aber laut Testament war es Thomas Lyon zugedacht worden, der Teile davon bereits an einen sicheren Platz einlagern konnte.
Als schließlich Paul Pannier erstochen wird und während eines Renntages selbst ein Mordanschlag mit einem Messer auf Lyon selbst versucht wird, der nur dank einer Schutzweste glimpflich mit einer Fleischwunde in der Hüfte abläuft, wollen die Hollywood-Verantwortlichen des Filmstudios ihm vom Projekt abziehen, aber erneut hält Nash Rourke zu ihm und dank der Hilfe von Lucy Wells, der Tochter Jacksons Wells aus zweiter Ehe, kann er in dem Archiv wichtige Details wie zum Beispiel ein aufschlussreiches Gruppenporträt und einen handschriftlichen Vermerk Clarks in einem Lexikon finden. Darüber hinaus gibt ihm aufgrund des aufgefundenen seltenen Messers, das als Tatwaffe gedient hat, der mit dem verstorbenen Valentine Clark befreundete Waffenspezialist Professor Derry wichtige Hinweise.
Auf dem Gruppenporträt mit der aufschlussreichen handschriftlichen Notiz „Die Gang“ war eine Gruppe junger Männer und eine Frau zu sehen. Mit Hilfe der Zeitzeugen kann Lyon den vermutlichen Hergang entschlüsseln: In den Swinging Sixties hatte sich wohl unter dem Einfluss von Valentine Clark eine Gruppe junger Pferdesportnarren gefunden, die rundweg alles teilten – selbst ihre sexuellen Erfahrungen. Ausgerechnet Valentine hatte den jungen Jockey Pig mit der sexuellen Spielart Paraphilie bekannt gemacht, die er eines Nachts bei Sonya Wells „ausprobierte“ und sie dabei ungewollt erwürgte. Die Gruppe um Roddy Visborough, Paul Pannier, Pig, und Ridley Wells, der Schwager Sonyas, vertuschte das Verbrechen als Selbstmord und täuschte erfolgreich die Polizei. Während der Tat war Jackson Wells selbst in York gewesen und kam erst Wochen später dahinter, weil Ridley Wells im betrunkenen Zustand sich eines Tages bei ihm „auskotzte“ und ihm die Tat beichtete. Daraufhin brachte Jackson seinen Bruder beinahe um, indem er ihn bis zur Bewusstlosigkeit verprügelte. Im Anschluss ging er Jackson zu Valentine Clark und fragte ihn um Rat. Aber Clark war bereits aufgrund eines Geständnisses seines Neffen Paul auf die Lösungen gekommen, tötete er seinerseits im Unwissen Jacksons Pig mit einem von ihm selbst geschmiedeten Messerspieß und ließ den Leichnam in einem zugeschütteten Brunnen verschwinden. Um dies zu kaschieren, hatte er das Gerücht streuen lassen, dass der junge Jockey aus Cornwall sein Glück in Australien versuchen wollte. Dies war die Tat, die er Lyon auf dem Sterbebett beichten wollte. Jackson und den anderen hatte er hingegen angeraten, dass sie alle mit der Tat leben müssten oder zur Polizei gehen sollten. Alle befanden aber, dass dies auf gar keinen Fall zutage treten dürfe, weil auch Roddy Visborough als Sonyas Bruder von dem Skandal freigehalten werden sollte. Doch wie Jackson Wells selbst formuliert, „ging alles in die Binsen“, das Leben der Beteiligten änderte sich, weil die Freundschaft zerbrach und ihr Erfolg im Beruf nachließ.
Aufgrund der Dreharbeiten und der Nachforschungen waren die einstigen Gefährten aufgeschreckt worden. Der Anschlag auf Mrs. Pannier ging auf das Konto von Roddy Visborough, der nur durch das Eingreifen von Paul Pannier von Schlimmeren abgehalten wurde. Doch deswegen musste er seinerseits sterben. Lyon stellt Ridley Wells eine erste Falle, indem er ihn als Stuntreiter engagiert und ihn das zuschauende Publikum als jenen mysteriösen Reiter identifiziert, der den Anschlag auf Nash verüben wollte. Der hinter den anderen Morden steckende Anführer der alten Gang, Roddy Visborough, wird letztendlich entlarvt, als er die vermeintlichen letzten Beweismittel, sprich das besagte Foto aus dem Safe des Produzenten stehlen möchte, ihn dabei der Regisseur stellt, niederringt und die Polizei Roddy Visborough festnehmen kann.
Nach der Aufklärung des Falls scheint einer überarbeiteten Drehbuchfassung und den darauffolgenden Dreharbeiten kein Stein mehr im Weg zu liegen, während Nash und Lyon sich schwarzhumorig vornehmen bei jedem weiteren gemeinsamen Filmprojekt auf Messer und Dolche ausdrücklich zu verzichten.

## Ausgaben
- Zügellos. Übersetzung aus dem Englischen von Malte Krutzsch, Diogenes Verlag, Zürich 1996, ISBN 3-257-06101-3.

## Adaption
Hörspiel
- Zügellos. Hörspielbearbeitung: Alexander Schnitzler. Regie: Klaus Zippel, Produktion: MDR und SWR, 2002, Musik: Pierre Oser, 1 CD, Länge: ca. 71 Min. Der Audio Verlag, Berlin 2003, ISBN 3-89813-266-8.[1]